# Sauropus rostratus
Sauropus rostratus är en emblikaväxtart som beskrevs av Friedrich Anton Wilhelm Miquel. Sauropus rostratus ingår i släktet Sauropus och familjen emblikaväxter. Inga underarter finns listade i Catalogue of Life.